# Lieli AG

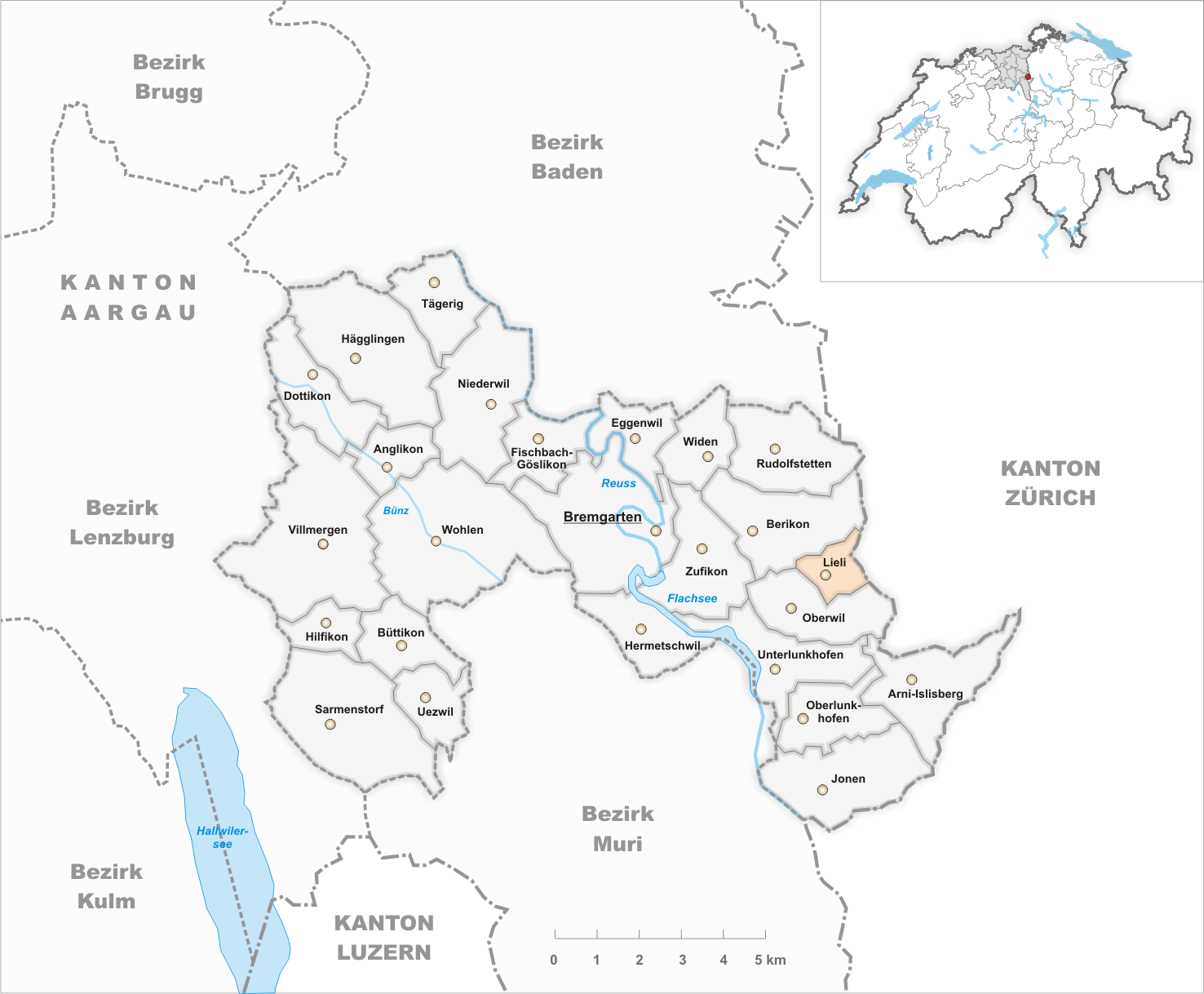
Gemeindestand vor der Fusion am 1. Januar 1909

Lieli ist eine Ortschaft in der Gemeinde Oberwil-Lieli des Bezirks Bremgarten im Kanton Aargau in der Schweiz. Am 1. Januar 1909 wurde die ehemalige Gemeinde zur Gemeinde Oberwil-Lieli fusioniert.